# 나카스카와바타역
나카스카와바타역(일본어: 中洲川端駅)은 일본 후쿠오카현 후쿠오카시 하카타구에 있는 철도역이다.
심벌마크는 〈中〉(洲) 〈川〉(端)의 두 문자를 법피 모양에 디자인한 것이다.

## 타는 곳

### 지하 2층
| 1 | ■ 하코자키 선               | 가이즈카 방면                                                   |
| 2 | ■ 공항선 (하코자키 선 열차) | 덴진·니시진·메이노하마 방면 하코자키 선 열차의 하차 전용 승강장 |

### 지하 3층
| 3 | ■ 공항선 | 하카타·후쿠오카 공항 방면                         |
| 4 | ■ 공항선 | 덴진·니시진·메이노하마·지쿠젠마에바루·가라쓰 방면 |

## 역세권 정보
번화가 환락가를 형성하고있다.
- 나카스(中洲)
- 커낼시티 하카타(キャナルシティ博多)
- 하카타 리버레인(博多リバレイン)

## 역사
- 1982년 4월 20일: 영업 개시.